# Реховот
Реховот (хебр. רחובות, арап. ‏رحوفوت‎) је град у Израелу у Централном округу, око 20 км јужно од Тел Авива. Према процени из 2022. у граду је живело 149.392 становника.
Данашњи Реховот је изграђен 1890. на месту Дорона, јеврејске заједнице која је постојала у време Мишне. Ту се налазио и Кирбет Суран, насељен током римског, византијског и раног арапског периода. Град је назван према библијском граду истог имена, који се налазио на другом месту, у пустињи Негев.

## Историја
Реховот су основали 1890. пољски Јевреји, који су желели насеље независно од помоћи (и управе) барона Едмонда де Ротшилда. Израел Белкинд, један од изворних оснивача насеља, предложио је име Реховот („широка пространства“) заснивајући га на Првој књизи Мојсијевој 26,22: „зато га назва Реховот, говорећи: сад нам даде Господ простора да растемо у овој земљи“. Име је прихваћено. 1906, првобитним насељеницима придружили су се досељеници из Јемена.
Рани насељеници су тешко радили како би Реховот постао данашњи напредни град. Они су садили винограде, засаде бадема и плантаже јужног воћа. Реховот је постао једно од главних средишта Израела за јужно воће, посебно од када је недалеки Ашдод отворио своју луку 1965. Они су били суочени са неуспесима у пољопривреди, болестима биљака, и проблемима у маркетингу.
Од 1914. до 1991, становништво је нарасло од 955 до 81.000, а површина града је више него удвостручена. 1995. је у ширем подручју Реховота живело око 337.800 становника. 1932. године је у Реховот пребачена станица за пољопривредна истраживања, која је 30 година касније постала Пољопривредни факултет Хебрејског универзитета у Јерусалиму. 1934. године, Хаим Вајцман је у Реховоту изградио Зифов институт, који је касније постао Научни институт Вајцман. Вајцман и његова супруга су сахрањени на кампусу Института, који се пажљиво одржава.

## Становништво
Према процени, у граду је 2007. живело 106.200 становника.
| 1983.  | 1995.  |
| ------ | ------ |
| 67.935 | 84.143 |

Године 2007. у граду је било 99,8% Јевреја и других не-Арапа, без значајног арапског становништва. Било је 49.600 мушкараца и 52.300 жена.

## Образовање
2004. године је у Реховоту било 19.794 студената и 53 школе: 9875 ђака основне школе у 30 школа и 9919 ђака средње средње школе у 29 школа.
У граду се налазе престижни Научни институт Вајцман, као и Пољопривредни факултет Хебрејског универзитета у Јерусалиму. У Реховоту постоји и известан број мањих колеџа који пружају специјализовану и техничку обуку. Осим овога, Каплан болница служи као помоћна наставна болница за Медицинску школу Хебрејског универзитета у Јерусалиму.

## Спорт
Реховот су у највишој дивизији израелског фудбала представљала три клуба, Макаби Реховот од 1949–1956, Макаби Ша'арајим од 1963–1969. и поново 1985, те Хапоел Марморек у сезони 1972-73. Данас је Марморек највише ранигран од ових клубова и игра у лиги Арцит (трећи ниво). Макаби Ша'арајим игра у лиги Бет (пети ниво), док Макаби Реховот игра у лиги Гимел (шести и најнижи ниво).

## Градови побратими
- Манчестер
- Парана
- Гренобл
- Филаделфија
- Рочестер
- Албукерки
- Хајделберг

## Познати становници
- Хаим Вајцман
- Гиди Гов
- Шломо Гликстајн
- Ејал Голан
- Аки Авни
- Давид Бат
- Ефраим Кацир